# Il treno della morte/Devi combattere
Il treno della morte / Devi combattere è il quarto singolo su 7" de I Jaguars pubblicato nel 1966 dalla CDB. Il brano del lato A Il treno della morte è la cover in lingua italiana di Russian Spy and I, un brano della band olsandese The Hunters composto dal loro chitarrista Jan Akkerman.

## Tracce
Lato A
1. Il treno della morte

Lato B
1. Devi combattere